# Mims (Florida)
Mims statisztikai település az USA Florida államában, Brevard megyében. Lakosainak száma 7336 fő (2020. április 1.).

## Népesség
A település népességének változása:

| 2010 | 7 058 |
| 2020 | 7 336 |